# 富澤人志
富澤人志，日本男性漫畫家。
代表作為曾經動畫化的『校園外星人』。

## 經歷
出道前，曾經做過板垣惠介的助手、初期作品《肥前屋十兵衛》主要創作少年漫畫作品。從創作《校園外星人》以來，便以動畫風格的大眼，加上誇張表現的角色描寫為特色，以素描快速描繪出可愛的女孩、嘗試不同以往的方式來創作漫畫。
創作《校園外星人》以來，便發揮嶄新的漫畫表現法（生動化的角色表現、大量使用速度線與集中線）、緻密且引人入勝的獨特世界観、復活生命與合成人工生命等特殊主題受到眾人矚目。
主要以少年少女當作主角的SF作品來描繪作品、角色描寫雖然可愛，但故事設計概念十分嚴肅。因使用平行宇宙等SF概念、各個作品中世界觀設定相當複雜。

## 作品列表
- 全3卷（週刊少年Champion 1994年08號～）
- 校園外星人（エイリアン9）　全3卷（Young Champion 1998年6月23日號～）東立出版
- 全4卷（月刊Afternoon 2000年3月號～）
- 全1卷（Ultra Jump 2000年11月號～）
- 全1卷（Champion RED 2002年8月19日號～）
- 大突襲（BR2/ブリッツ・ロワイアル）　全2卷（原案：高見廣春、Young Champion 2003年6月11日號～）長鴻出版社
- 特務咆哮艦（特務咆哮艦ユミハリ）　全4卷（Web Comic幻蔵 2004年12月號 - 2007年8月號）長鴻出版社
- （插畫擔當。Kindle版 2010年3月30日）
- 夢日記（ゆめにっき）　全1卷（Web ComicまんがライフWIN 2013年5月20日～）
- 全16話（Web Comic画楽ノ杜 （页面存档备份，存于） 2013年5月7日 - 2017年2月7日）
- 1、2、3卷（同人誌 2015年8月30日～）

### 單行本未收錄
- （Afternoon season增刊 Vol.14 2002年初冬號）
- （チャンピオンRED 2003年7月號）
- （チャンピオンRED 2004年9月號）
- （原作：板垣恵介、週刊少年Champion 2009年04+05號）
- （Champion RED 2010年1月號）
- （Young Champion 烈 2010年7月20日號）

## 外部連結
- 富沢ひとし Official Page （页面存档备份，存于）（日語）